# Clinocera haemorrhoidalis
Clinocera haemorrhoidalis är en tvåvingeart som först beskrevs av Becker 1908.  Clinocera haemorrhoidalis ingår i släktet Clinocera och familjen dansflugor.
Artens utbredningsområde är Madeira. Inga underarter finns listade i Catalogue of Life.